# Mezőörményes
Mezőörményes (románul Urmeniș) falu Romániában Beszterce-Naszód megyében.

## Fekvése
Kolozsvártól 63 km-re keletre, Szászrégentől 27 km-re nyugatra fekszik.

## Története
Mezőörményes (Örményes) nevét 1321-ben említik először az oklevelek Ermenus néven. A későbbiekben említik még Ewrmenus, Evrumunus, Eurminus, Ermines, Hermenus, Ormenus, Eurmenes, Ewremes és Ewrmenyes alakban is.
Örményes a legkorábban ismert adatok szerint Kán nemzetségbeli László vajda és fiai örökjogú birtoka volt, amelyet cserébe adtak Miklós fia, Mykének.
1321-ben I. Károly király Kácsik nemzetségbeli Mihály fia Péternek adta adományul Myke magtalan halála miatt.
1329-ben I. Károly több birtokkal együtt elcserélte Hontpázmány nemzetségbeli Pogány Istvánnal. A cserét bizonyító okmány elbeszéli Örményes-birtok történetét, amelyből kiderül, hogy az visszaszállt a királyra, hiszen László vajda a király ellen lázadt és fiai továbbra is hűtlenekkel álltak kapcsolatban, illetve a királyi javakat pusztították, továbbá Mykenek nem voltak örökösei. Az okmány "megfeledkezik" az 1321-es adományozásról. A cserét követően a helység határát is megjáratták.
1332-ben papja, Pál 39 régi báni dénár (banalis antiquus) pápai tizedet fizetett, ezt követően 1333-ban 15 ezüstdénárt (denarius) és 1 régi báni dénárt, 1334-ben 6 garast (grossus), 6 verecensis-t, 2 régi báni dénárt, 1335-ben 4 garast fizetett.
1336-ban Hontpázmány nemzetségbeli Pogány István továbbcserélte a birtokot Zyluas-i Sumbur fiai Gyulával és Petheu-val, valamint Gyula unokája, Pál fia Andrással, olyan területekre amelyet azok szegénységük és elpusztulásuk miatt sem hasznosítani, sem megőrizni nem tudtak.
1369-ben I. Lajos király engedélyt adott Zyluas-i Sumbur fia Gyulának, hogy leánya, Katalin leánynegyedét, amelynek része volt Örményes is, ne pénzben, hanem földben adja ki, lévén a leány egy birtoktalan emberhez ment férjhez.
1372-ben a tordai közgyűlésen Szentgyörgyi István, Zyluas-i Sumbur fia Gyula elárvult unokáinak, Balázsnak és Sandurnak, gyámja, megvádolta a fiúk nagynénjét, Katalint, hogy az őt megillető leánynegyednél nagyobb részt foglalt magának. A vádat alátámasztandó felmutatott egy I. Lajos pecsétje alatt 1370-ben kelt, pátens oklevelet. A vádra válaszul Katalin férje, Miklós fia Tamás a kolozsmonostori apátság konventjének ügyvédvalló oklevelével válaszolt, amely igazolta, hogy Gyula birtokaiból csak a feleségét jog szerint megillető részt iktatták. A helyzetet megoldandó László erdélyi alvajda utasítást adott a kolozsmonostori apátság konventjének, hogy Gyula testvérének, az elhalálozott Petheu-nak birtokrészeit, amelybe benne foglaltatott Örményes is, az elárvult fiúknak iktassák.
1413-ban tuzsoni Bolgár Miklós bevádolta Örményes birtokon lakó Mihály vlah kenézt és Mánt, hogy Dragus nevű jobbágyától elvettek egy 40 forint értékű lovat, forintját száz új dénárral számítva. Az ügyet helyi szinten, a bíró és kenézek által,  nem tudták megoldani ezért az ügynek az ország nemesei elé küldését javasolták.
1554-ben Somy Anna örményesi és egyéb birtokbeli részének negyedét férje, Kechkemeth-i Pathochy Boldizsár részére kötötte le, annak a 8000 forintnak fejében, amelyet tőle kapott, hogy az apjától örökölt ékszereit, amelyeket zálogba kényszerült adni peres ügyei és fiai neveltetése érdekében, visszaszerezhesse.
Kastélyát 1638-ban említik először, de valószínűleg régebbi eredetű. Rákóczi Zsigmond kedvenc tartózkodási helye volt.
1910-ben 1401 lakosából 1042 román és 314 magyar volt.
A trianoni békeszerződésig Kolozs vármegye Mezőörményesi járásához tartozott, a második bécsi döntés után 1944-ig  Maros-Torda vármegye része.
1992-ben társközségeivel együtt 2430 lakosából 2215 román, 117 cigány és 97 magyar volt.

## Nevezetességei
- Rákóczi-Bánffy-kastély